# 小行星7385
小行星7385（7385 Aktsynovia）是一颗绕太阳运转的小行星，为主小行星带小行星。该小行星于1981年10月22日发现。

## 轨道参数
小行星7385的轨道半长轴为2.3890206 UA，离心率为0.126。